# Corticarina beloni
Corticarina beloni es una especie de coleóptero de la familia Latridiidae.

## Distribución geográfica
Habita en Brasil.